# Nikola Portner
Nikola Portner (Lyon, 19 de noviembre de 1993) es un jugador de balonmano suizo que juega de portero en el SC Magdeburg. Es internacional con la selección de balonmano de Suiza. Es hijo del exbalonmanista yugoslavo Zlatko Portner.

## Palmarés

### Kadetten Schaffhausen
- Liga de balonmano de Suiza (2): 2015, 2016
- Copa de Suiza de balonmano (1): 2016

### Montpellier
- Liga de Campeones de la EHF (1): 2018
- Supercopa de Francia (1): 2018

### Magdeburg
- Campeonato Mundial de Clubes de Balonmano (2): 2022, 2023
- Liga de Campeones de la EHF (1): 2023
- Liga de Alemania de balonmano (1): 2024
- Copa de Alemania de balonmano (1): 2024

## Clubes
- BSV Berna (2009-2014)
- Kadetten Schaffhausen (2014-2016)
- Montpellier HB (2016-2020)[2]
- Chambéry Savoie Handball (2020-2022)
- SC Magdeburg (2022- )